# Ernest Delune
Pour les articles homonymes, voir Delune.
Ernest Delune (1859-1945) est un architecte belge de la période Art nouveau qui fut actif à Bruxelles.

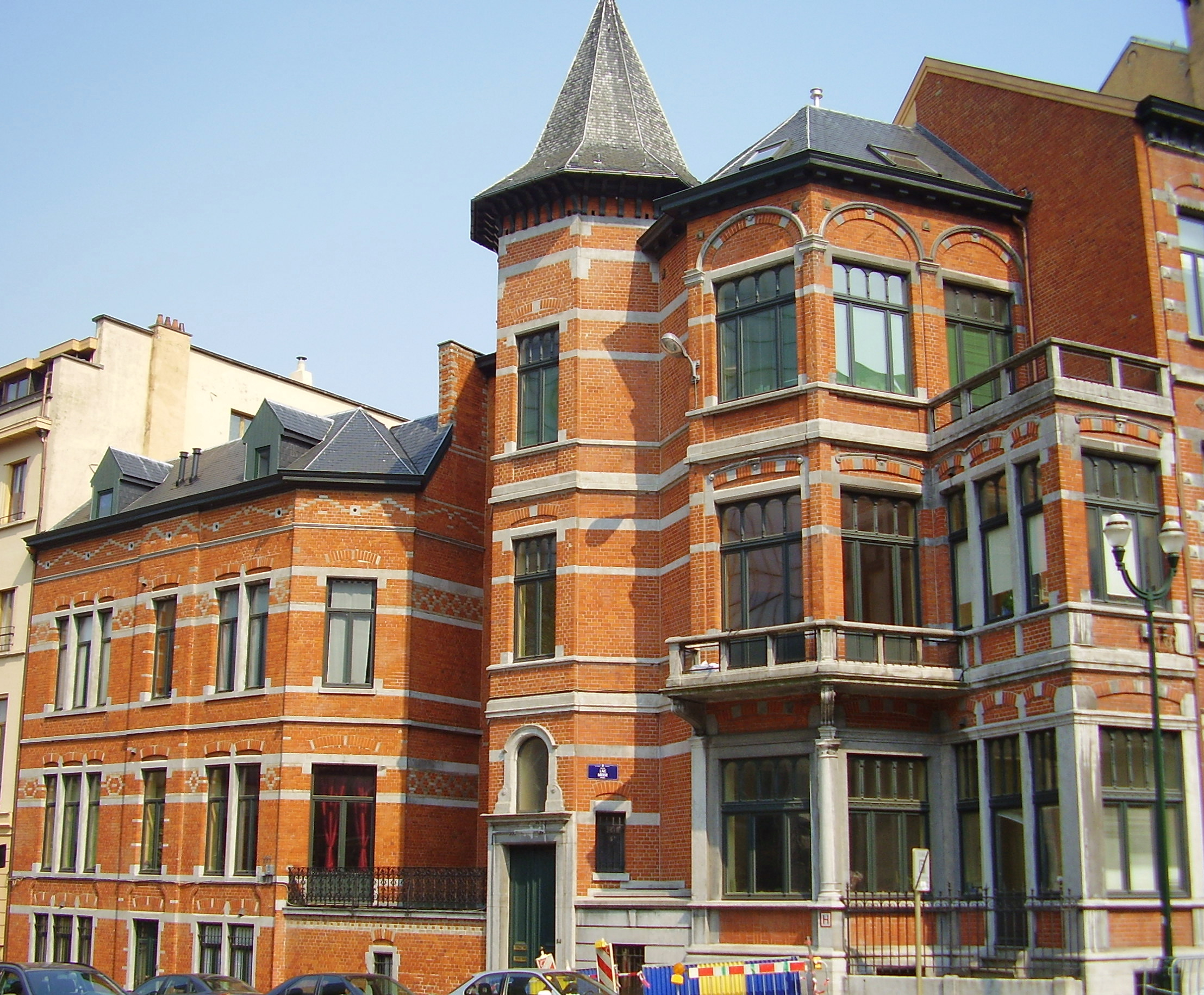
Maison Art Nouveau (1906).
Rue du Lac 52-54, Bruxelles.

## Biographie
Ernest Delune, né à Marbais le 12 novembre 1859 et décédé à Ixelles, le 12 juillet 1945, est le fils de l'entrepreneur Hubert Delune qui était originaire de Marbais et est venu s'établir à Ixelles avec ses huit enfants.
De ces huit enfants, quatre suivirent les cours de l’Académie royale des beaux-arts de Bruxelles et devinrent architectes : Ernest,  Léon (1862 - 1941), Aimable (1866 - 1923) et Edmond.
Ernest est le plus connu des quatre frères Delune. 
Il fut employé aux Ponts et Chaussées et conseiller communal à Ixelles, ce qui explique que l'énorme majorité de ses œuvres se situent à Ixelles, où il construisit presque toute la rue de la Vallée, avec des débordements sur la rue du Lac, la rue Vilain XIIII et l'avenue Général De Gaulle, dans le quartier des étangs d'Ixelles.
Il eut pour élève l'architecte Franz Tilley avec qui il construisit plusieurs maisons éclectiques vers 1891-1893.

## Style

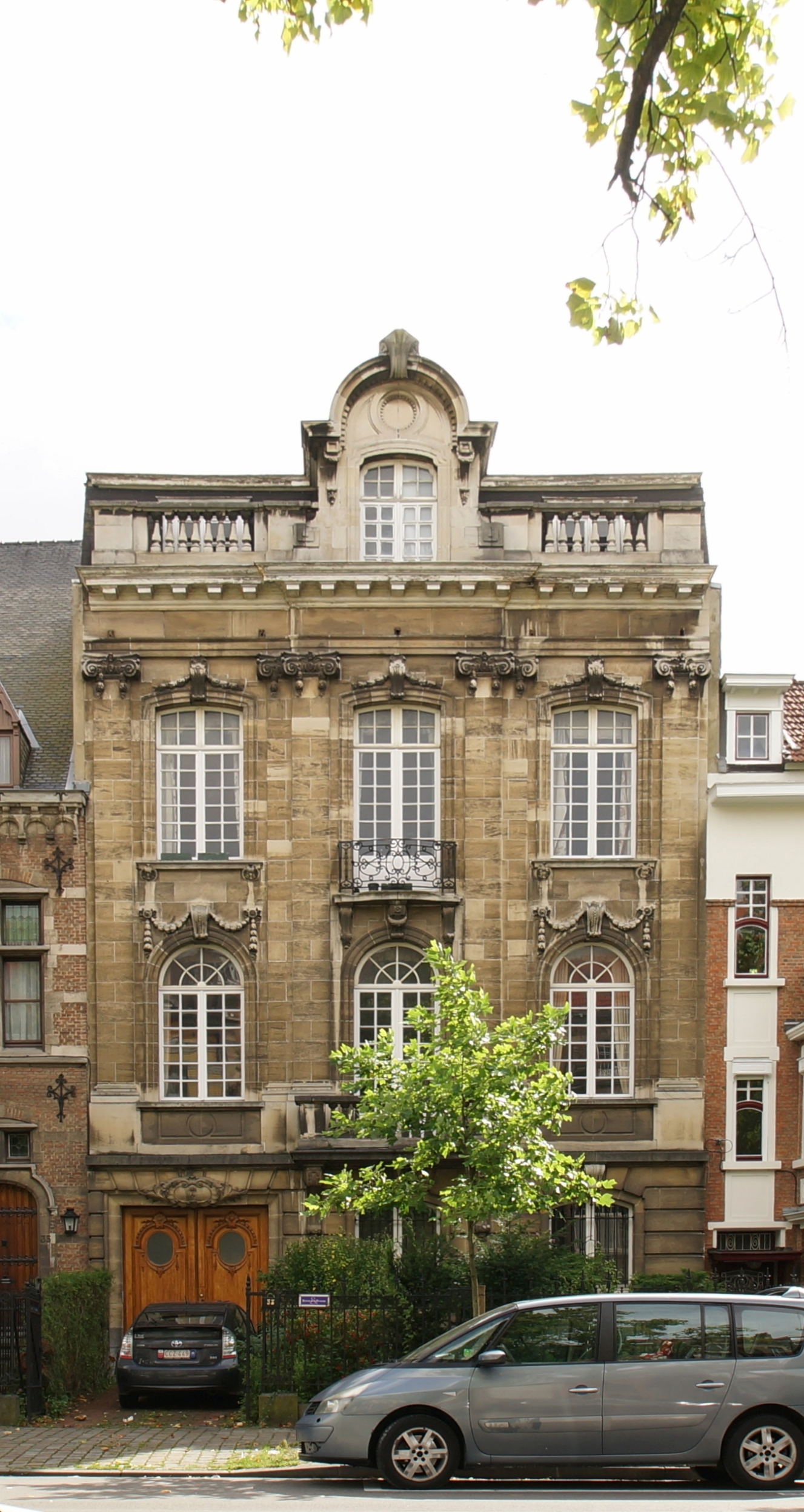
Ixelles, Avenue Guillaume
Macau 33. Style éclectique.

Ernest Delune est en fait un architecte éclectique qui a connu de 1899 à 1907 une période où son style éclectique se teinta d'Art nouveau. 
Certaines de ses réalisations sont cependant entièrement Art nouveau, comme la maison qu'il a construite au n° 6 de la rue du Lac à Ixelles.
À la fin de sa carrière, en 1926,  il  construisit un immeuble Art déco, situé Avenue Eudore Pirmez, 29.

## Réalisations remarquables
Les réalisations les plus notables d'Ernest Delune sont l'atelier du maître-verrier Sterner située au n° 6 de la rue du Lac, ainsi que le bel ensemble de la rue de la Vallée, près des étangs d'Ixelles.

## Immeubles de style « Art nouveau géométrique »
- 1902 : Atelier du maître-verrier Sterner, rue du Lac n° 6

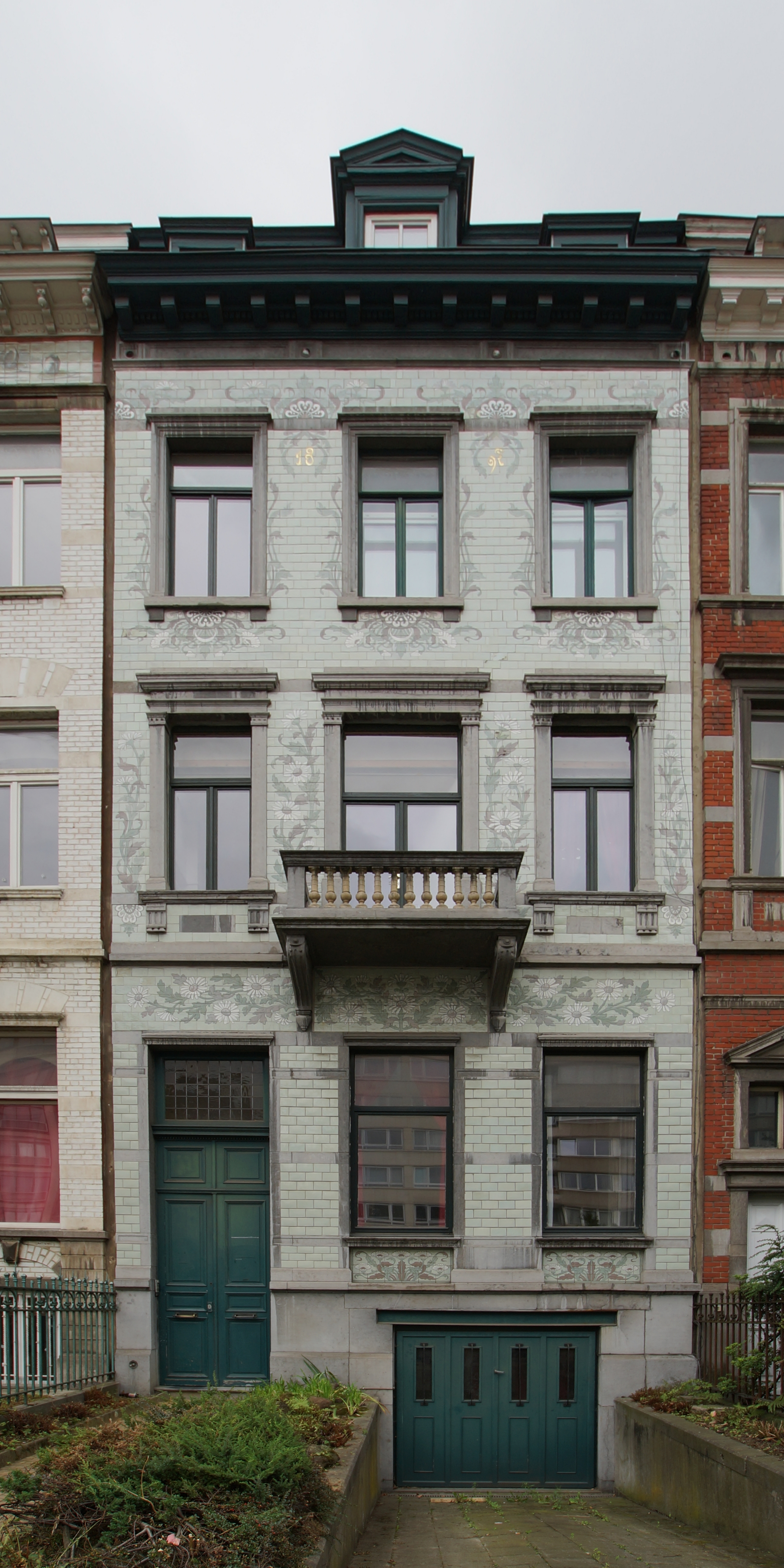
Ixelles, Avenue
Général Jacques 29.
Style éclectique.

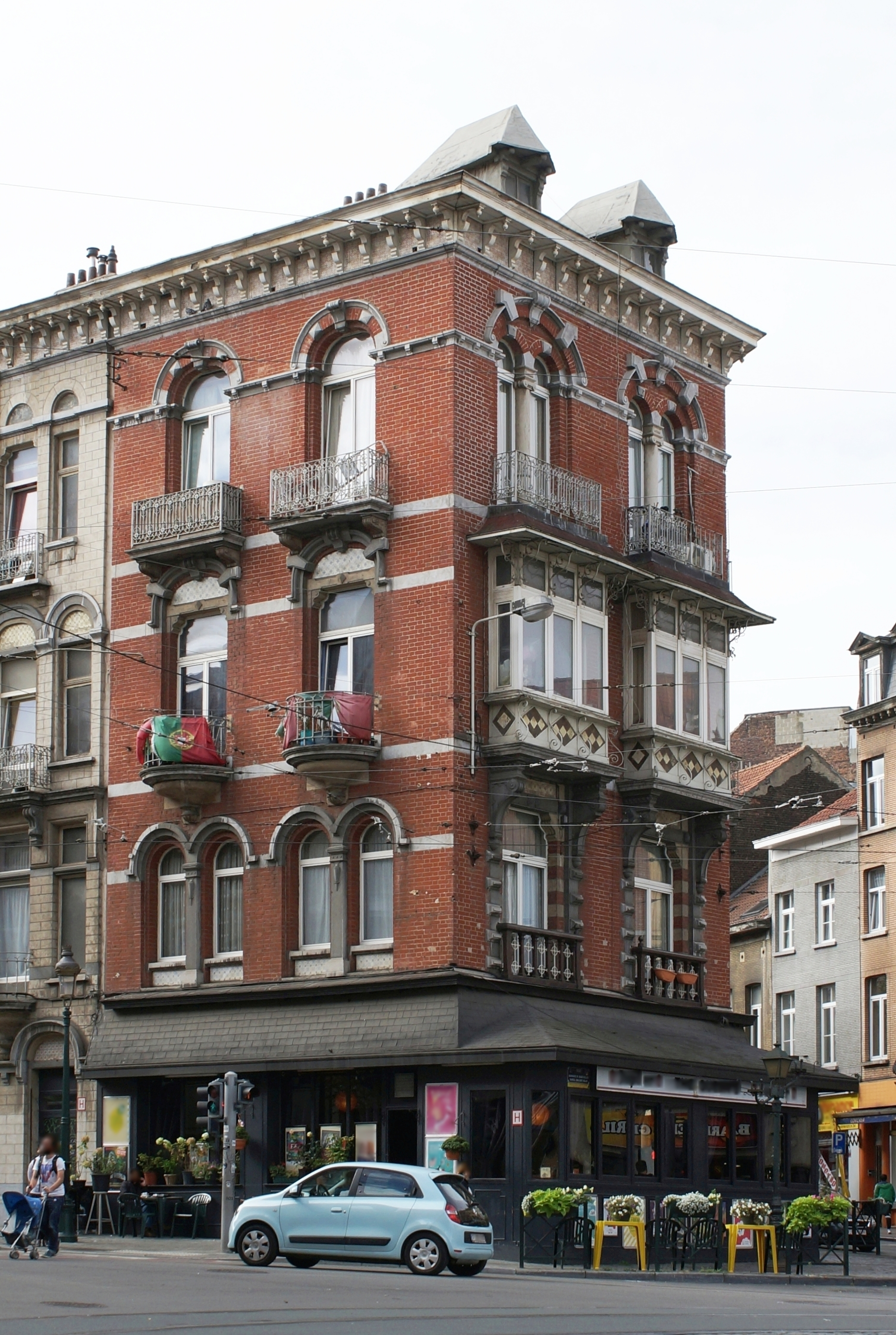
Saint-Gilles, Chaussée
d'Alsemberg 2. Style éclectique.

## Immeubles de style « Art nouveau géométrique » teinté d'éclectisme
- Maison 't Bieken, avenue Winston Churchill n° 90 à Uccle (non datée)
- Maison d’allure classique ornée d’éléments Art nouveau et présentant une loggia surmontée d'un oriel

## Immeubles de style « Art nouveau floral » teinté d'éclectisme
- 1899 : avenue Général De Gaulle, 27, 27a, 27b, 27c
- 1903-1905 : rue Vilain XIIII, 17a
- 1903-1907 : rue de la Vallée, 2
- 1903-1907 : rue de la Vallée, 4
- 1903-1907 : rue de la Vallée, 6
- 1903-1907 : rue de la Vallée, 8
- 1903-1907 : rue de la Vallée, 10
- 1903-1907 : rue de la Vallée, 11
- 1903-1907 : rue de la Vallée, 12
- 1903-1907 : rue de la Vallée, 18
- 1903-1907 : rue de la Vallée, 20
- 1903-1907 : rue de la Vallée, 22
- 1903-1907 : rue de la Vallée, 24
- 1903-1907 : rue de la Vallée, 26
- 1903-1907 : rue de la Vallée, 28
- 1903-1907 : rue de la Vallée, 32
- 1903-1907 : rue de la Vallée, 36

## Immeubles de style Art déco
- 1926 : avenue Eudore Pirmez, 29

## Immeubles de style éclectique[3]
- 1889 : rue Rubens, 79
- 1891 : rue Capouillet, 12
- 1891 : rue de la Source, 91 et 93 (plans dessinés en 1891 et signés par Franz Tilley pour Ernest Delune)
- 1893 : rue de l'Aqueduc, 21 (Franz Tilley et Ernest Delune ; inspiration néo-classique)
- 1893 : rue de l'Aqueduc, 42 (Franz Tilley et Ernest Delune ; inspiration néo-classique)
- 1893 : rue de l'Aqueduc, 48 (Franz Tilley et Ernest Delune ; détruit)
- 1893 : chaussée de Charleroi, 220
- 1896 : avenue Paul Dejaer, 1
- 1896 : angle avenue Louise 340 et rue du Lac 52-54
- 1897 : angle avenue Ducpétiaux 53a - rue d'Albanie 117-119
- 1897 : chaussée d'Alsemberg, 2
- 1898 : rue d'Albanie, 115
- 1898 : avenue Ducpétiaux, 55
- 1898 : rue d'Écosse, 12
- 1900 : rue d'Espagne, 37
- 1900 : rue Saint-Bernard, 170 et 172 (sgraffites)
- 1900 : Atelier du peintre et sculpteur Constantin Meunier rue de l'Abbaye, 59 (aujourd'hui Musée Meunier)
- 1902 : avenue des Nerviens, 59, 61 et 63
- 1905-1906 : avenue Paul Dejaer, 22
- 1912 : boulevard Saint-Michel, 23
- 1925 : première phase du Collège Cardinal Mercier, chaussée de Mont-Saint-Jean, 83 à Braine-l'Alleud
- 1928 : chaussée de Boondael, 129-131 (Ernest Delune et son fils Julius)
- boulevard Général Jacques, 23 et 29
- rue du Magistrat, 44 et 46
- chaussée de Vleurgat, 77, 110 et 112
- avenue Guillaume Macau, 33
- rue du Bourgmestre, 46

## Illustrations

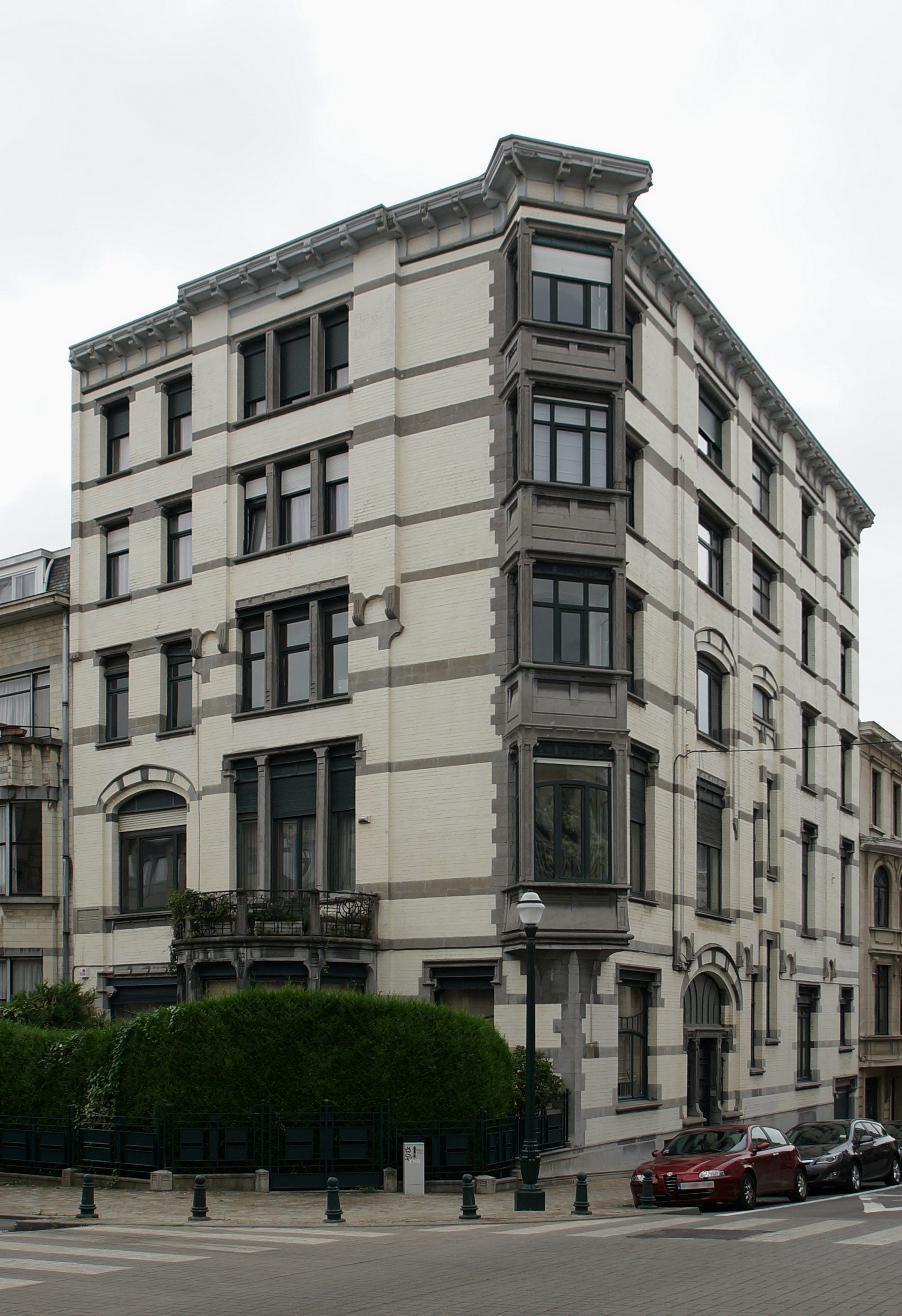
Ixelles, Rue Vilain XIIII 17a (Art nouveau floral).
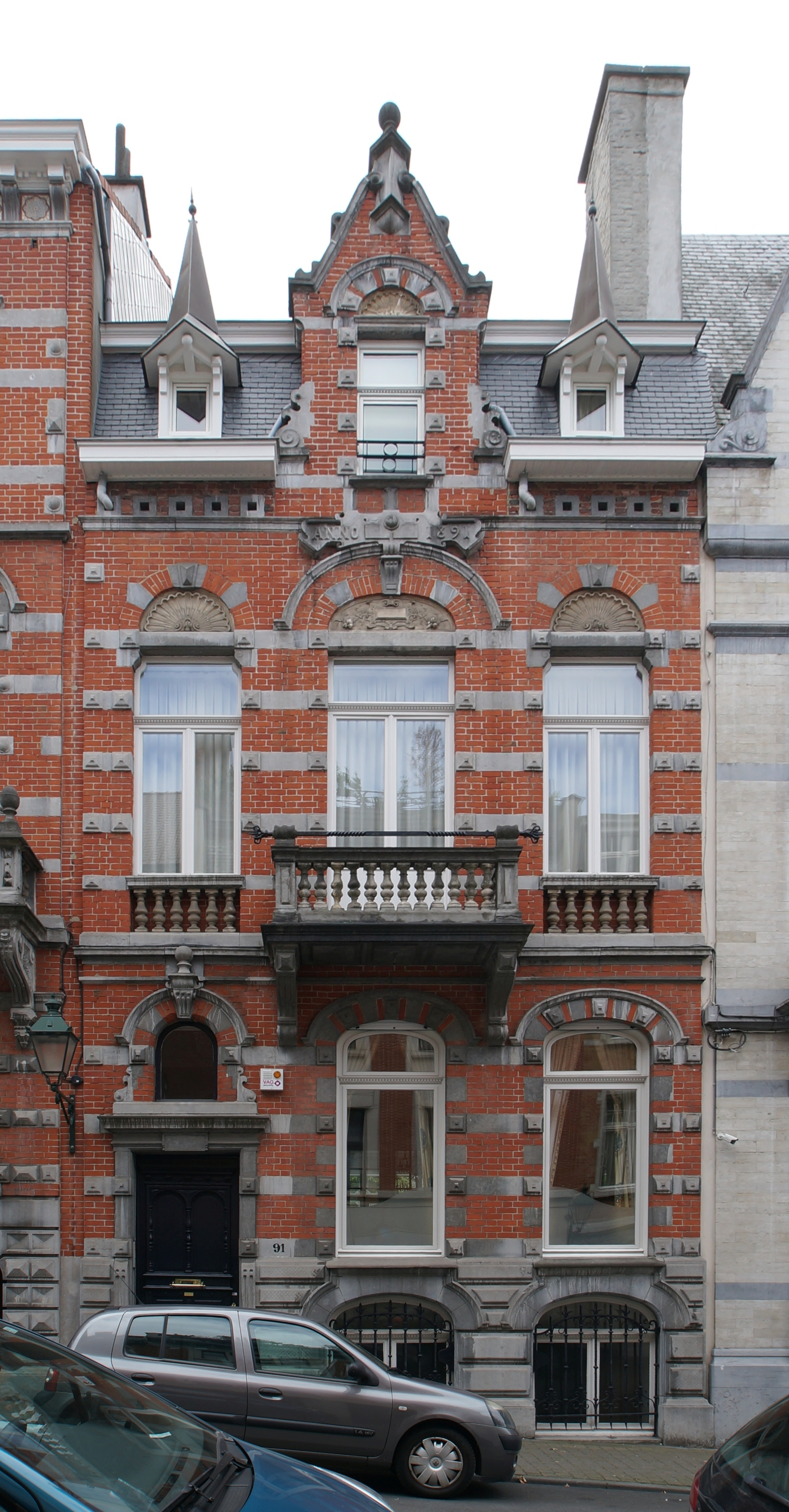
Saint-Gilles, Rue de la Source 91 (Style éclectique).
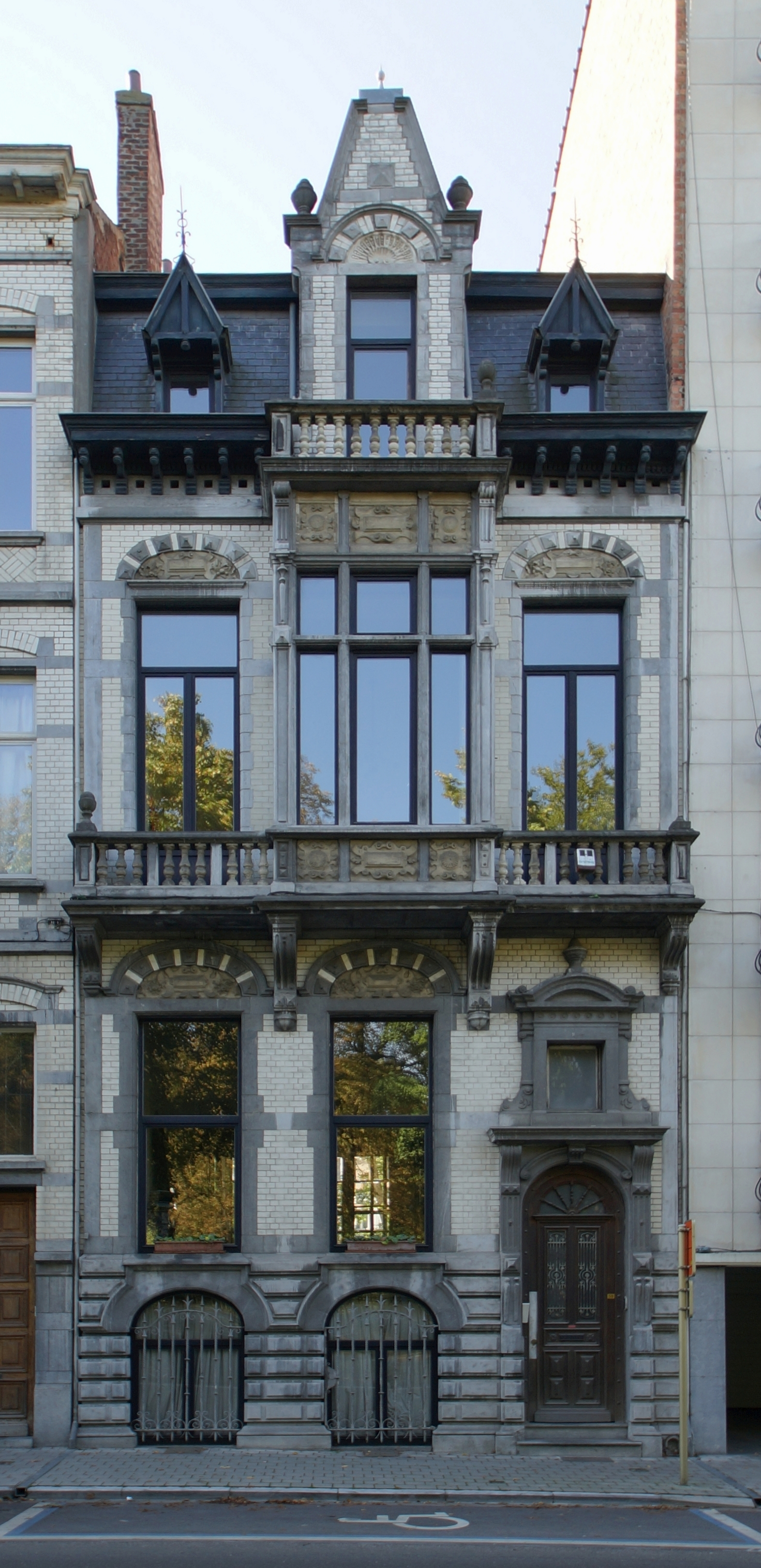
Etterbeek, Avenue des Nerviens 59 (Style éclectique).
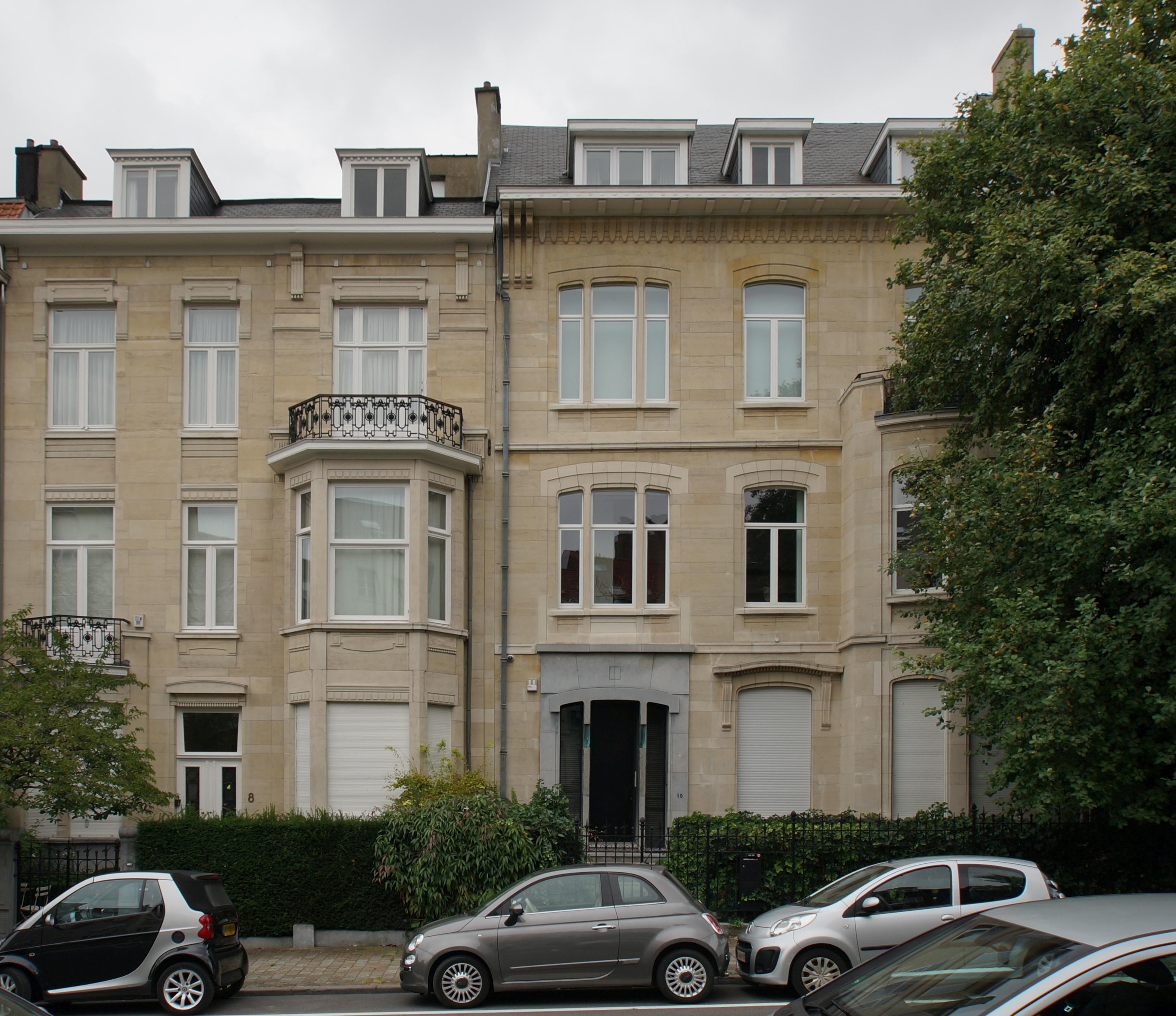
Ixelles, Rue de la vallée 8 & 10 (Art nouveau teinté d'éclectisme).